# Wład Uzurpator

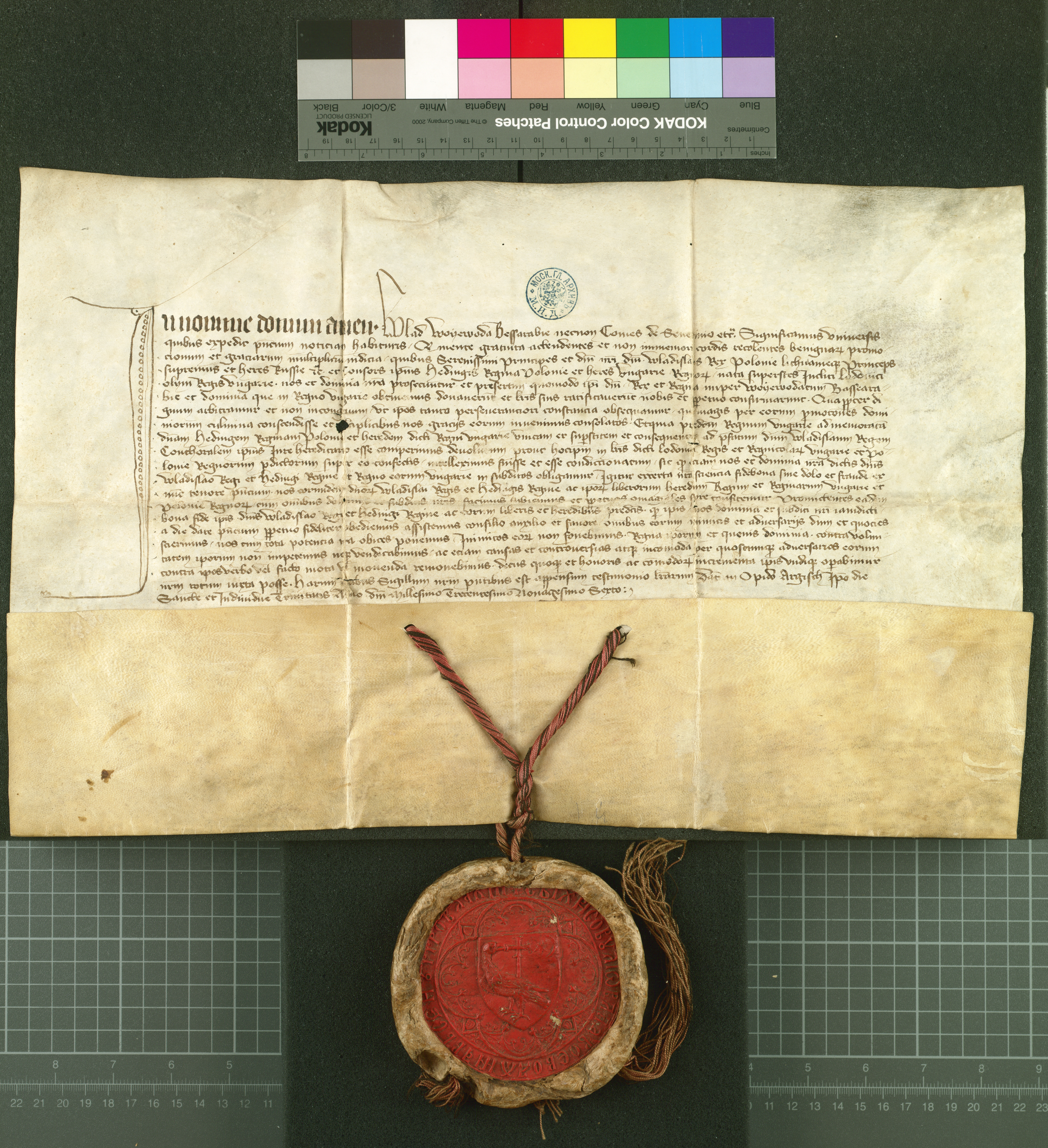
Wład, wojewoda wołoski, składa hołd i przyrzeka wierny sojusz Władysławowi, królowi polskiemu, i Jadwidze, królowej, 4 maja 1396 roku

Wład I Uzurpator, rum. Vlad Uzurpatorul (zm. ok. 1397) – hospodar wołoski w latach 1395–1396.
Jego pochodzenie jest niepewne, być może był nieślubnym dzieckiem hospodara Dana I z dynastii Basarabów. Wprowadzony na tron dzięki poparciu hospodara mołdawskiego Stefana I, Turcji i Polski. W 1395 odparł węgierską próbę przywrócenia na tron Mirczy Starego, jako pierwszy na Wołoszczyźnie prosząc o interwencję turecką. Jako jedyny hospodar wołoski uznał w 1396 zwierzchnictwo króla polskiego Władysława Jagiełły. W tym samym roku okazał wrogość wobec wyprawy Zygmunta Luksemburskiego przeciwko Turkom – klęska wyprawy w bitwie pod Nikopolis i opanowanie przez Turków terenów na południe od Dunaju spowodowały jednak odwrócenie się od Włada bojarów wołoskich, którzy obawiali się potęgi tureckiej. W efekcie Wład został po walce pojmany przez wojewodę siedmiogrodzkiego Ścibora ze Ściborzyc i wydany Węgrom, a na tron bojarzy zaprosili z powrotem Mirczę Starego.